# Suchinda Khra-prayun
Suchinda Khra-prayun (né le 6 août 1933 à Nakhon Pathom en Thaïlande et mort le 10 juin 2025 à Bangkok) est un militaire et homme d'État thaïlandais, 26e premier ministre de Thaïlande en 1992.
Commandant de l'armée responsable du coup d'État de février 1991 contre le premier ministre Chatchai Chunhawan, il adopte des mesures très répressives à l'égard des syndicats afin de permettre la privatisation des entreprises publiques.
Numéro deux en titre de la junte mais véritable « homme fort » du régime, il arrive officiellement au pouvoir à l'issue des élections du 22 mars 1992. 

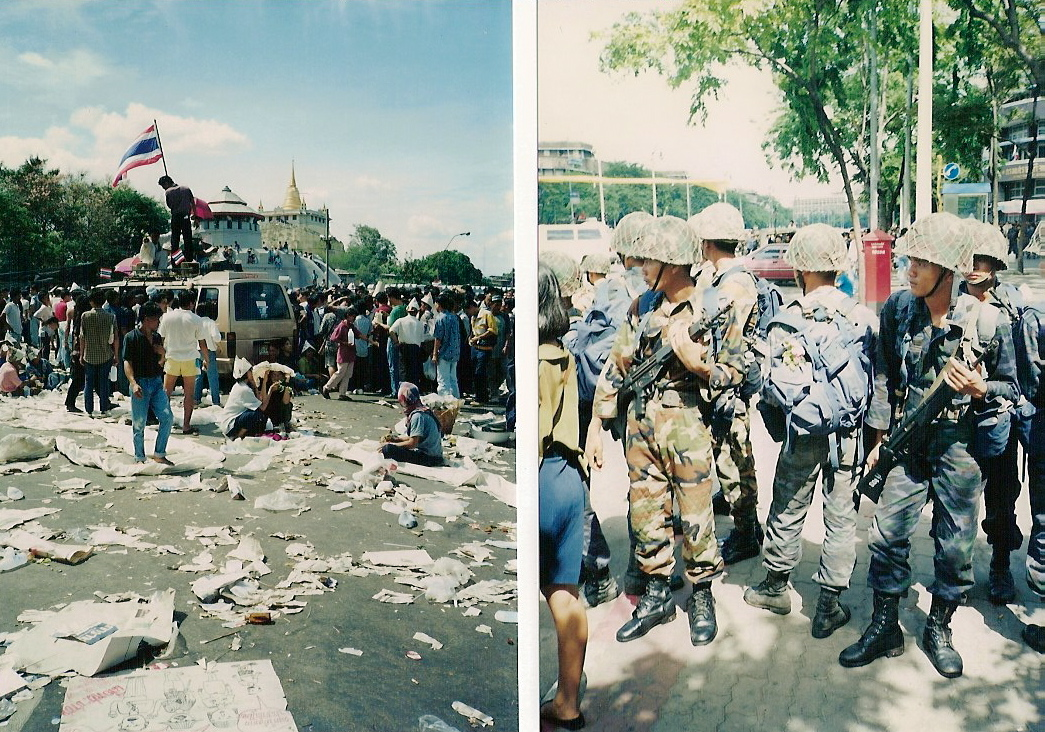
Manifestants (à gauche) contre forces de l'ordre (à droite) lors du Mai noir.

Sa nomination comme premier ministre, chef du gouvernement de la Thaïlande, provoque de très grandes manifestations, suivies par une répression sanglante au cours des événements connus comme le « mai noir » ou « mai sanglant » de Bangkok (17-20 mai 1992). Après une intervention royale le 20 mai, il est contraint à la démission le 24 mai 1992,.